# آفریدگان خدا (فیلم)
آفریدگان خدا (به انگلیسی: God's Creatures) یک فیلم درام روان‌شناختی محصول سال ۲۰۲۲ به کارگردانی سائلا دیویس و آنا رز هولمر با فیلمنامه‌نویسی شین کراولی است. امیلی واتسون، پل مسکال، اشلینگ فرنچوزی، دکلن کانلون، تونی اورورک، ماریون اودوایر، برندن مک کورمک و لالور رودی در این فیلم نقش‌آفرینی می‌کنند. این فیلم برای نخستین بار در دو هفته کارگردانان جشنواره فیلم کن در ۱۹ مه ۲۰۲۲ به نمایش درآمد.

## داستان
مادری به خاطر پسر دردانه اش دروغ می‌گوید و این دروغ باعث می‌شود هم میان خانواده و مردم ایرلندی شهرش که ارتباط تنگاتنگی با هم دارند شکافی ایجاد شود و هم تعریف خودش از درست و غلط محک بخورد.

## بازخوردها
- در جمع‌آوری بازبینی راتن تومیتوز از ۹۵ بررسی نقد، با میانگین امتیاز ۷٫۲ از ۱۰ مثبت است.[۴]
- در متاکریتیک، که از میانگین وزنی استفاده می‌کند، بر اساس ۳۰ منتقد، امتیاز ۶۹ از ۱۰۰ را به این فیلم اختصاص داد که نشان دهنده «بررسی‌های عموماً مطلوب» است.[۵]